# Герб комуни Кнівста
Герб комуни Кнівста (швед. Knivsta kommunvapen) — символ шведської адміністративно-територіальної одиниці місцевого самоврядування комуни Кнівста. 

## Історія
Герб комуни Кнівста був обраний після проведення конкурсу і зареєстрований 2003 року. 

## Опис (блазон)
У червоному полі над золотим тригорбом така ж відкрита корона. 

## Зміст
Тригорб і корона символізують луг Мура, розташованого на межі трьох фолькландів — Тіундаланда, Аттундаланда і Ф'єдрундаланда, — на якому в давнину відбувалися вибори короля. 